# Prosternation
Pour la notion dans le bouddhisme, voir Prosternation (bouddhisme).
 (septembre 2015).
Si vous disposez d'ouvrages ou d'articles de référence ou si vous connaissez des sites web de qualité traitant du thème abordé ici, merci de compléter l'article en donnant les références utiles à sa vérifiabilité et en les liant à la section « Notes et références ».
La prosternation est l'action de se pencher jusqu'à terre, de se coucher par terre ou de se jeter par terre à genoux en signe d'adoration, de soumission, de supplication ou de respect. Il s'agit généralement d'un geste de supplication qui s'adresse à un être supérieur (comme un dieu ou un saint ou une divinité en général) ou à une personne qui exerce un pouvoir ou une autorité sur le prosterné (comme un empereur  ou un roi).

## Étymologie
« Prosterner » vient du latin prosternere, mot formé de pro, en avant, et de sternere, étendre.

## Religion

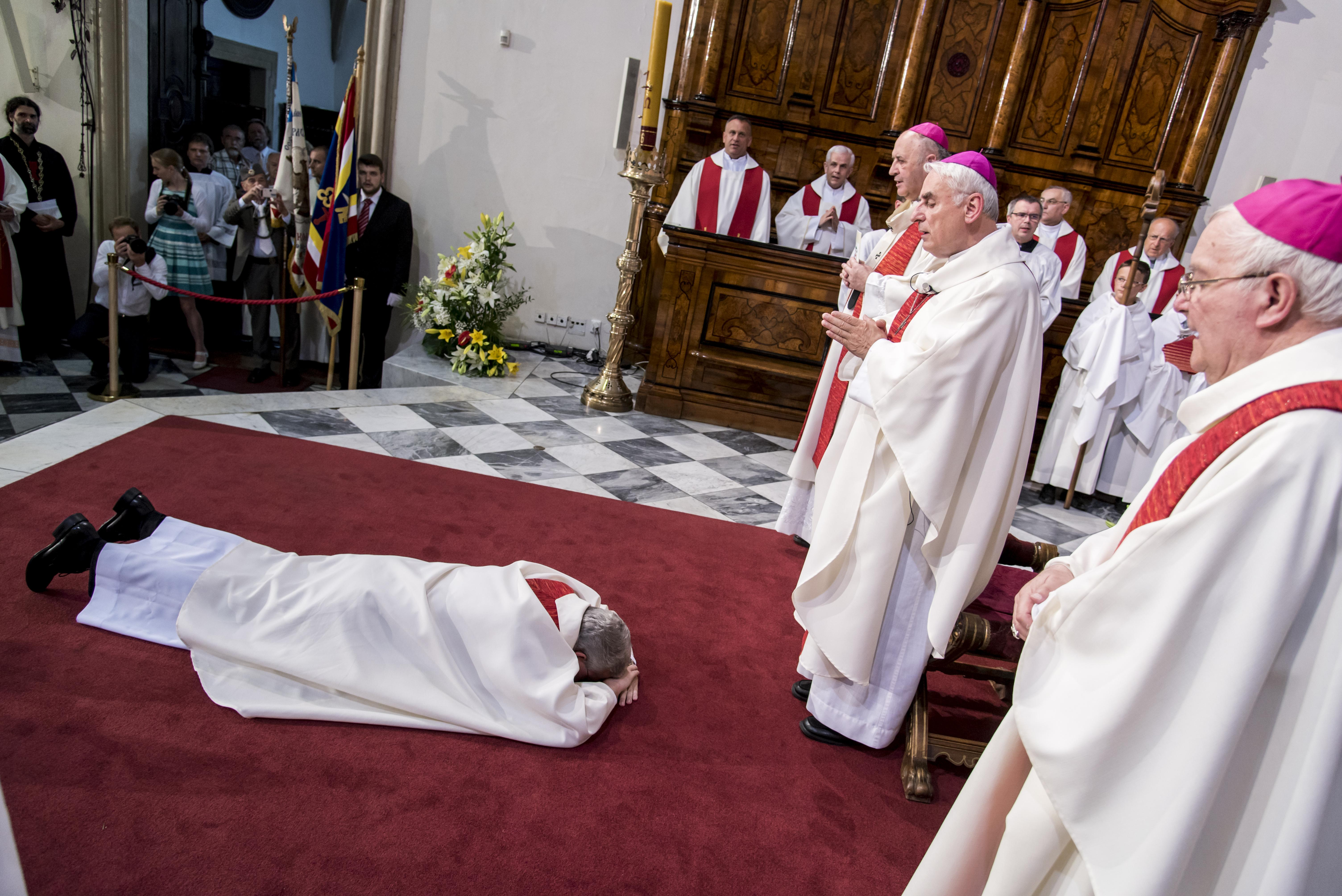
Prosternation lors de l'ordination d'un évêque au sein de l'Église catholique

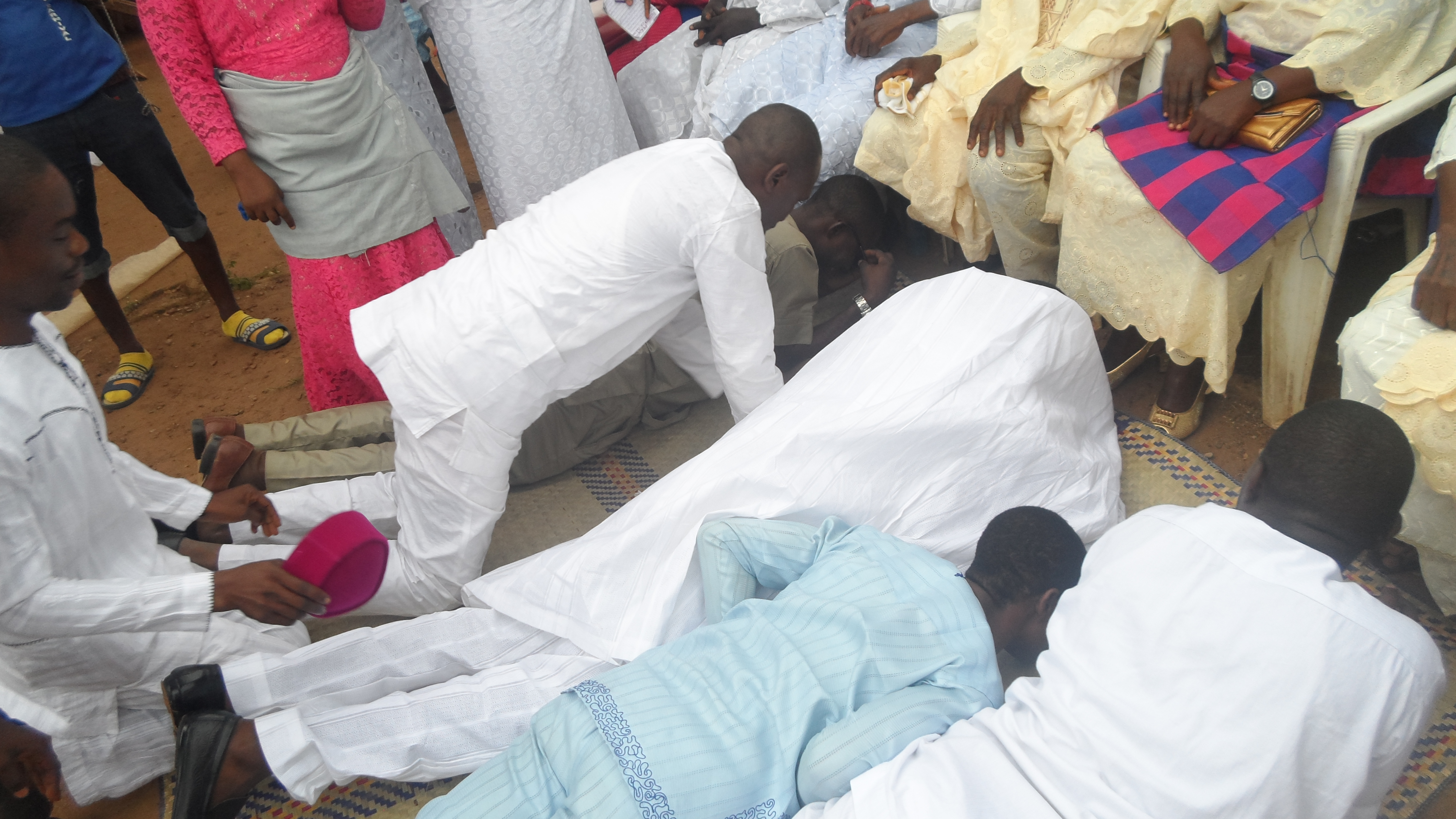
Au Nigeria, prosternation du futur marié et de ses amis devant la belle-famille.

### Bouddhisme
- Dans le bouddhisme, la prosternation est un moyen de montrer une vénération envers les trois joyaux du bouddhisme que sont Bouddha, son enseignement, le Dharma et sa congrégation, le Sangha. La prosternation (appelée aussi "petite prosternation") se pratique devant des lamas, des statues ou des sépultures. Elle est alors plus communément appelé Adoration avec le faîte de la tête ou le Jet des cinq membres à terre en référence au fait que les deux jambes, les deux bras et le front sont plaqués à terre. Ainsi, lors de certaines cérémonies, des fidèles exécutent des sessions de trois prosternations, se levant puis effectuant à nouveau le geste plusieurs fois de suite. Cette tradition est appelée trois agenouillements suivis de neuf inclinaisons de tête. Certains pèlerins bouddhistes font durant leurs longs pèlerinages une prosternation puis s'allongent à terre, les mains jointes au-dessus de la tête, tous les trois pas (appelée aussi "grande prosternation").

### Christianisme
- Dans le christianisme, la prosternation est présente dans les rites orientaux catholiques et orthodoxes. Elle est également présente dans le rite romain de l'Église catholique lors de l'imposition des ordres ou de la liturgie du Vendredi saint par exemple. Elle est aussi présente au sein de l'anglicanisme.

### Islam
- Dans l'islam, la prosternation (sujud) fait partie de la prière rituelle. Le nombre de prosternations varie avec le nombre d'unités (ou rak'ah) de chaque prière.